# Pareurystheus sexdentatus
Pareurystheus sexdentatus is een vlokreeftensoort uit de familie van de Corophiidae. De wetenschappelijke naam van de soort is voor het eerst geldig gepubliceerd in 1944 door Stephensen.